# San Joaquin County
San Joaquin County er et amt beliggende i Central Valley, i den centrale del af den amerikanske delstat Californien. Hovedbyen i amtet er Stockton. I år 2010 havde amtet 685.306 indbyggere. 

## Historie
Amtet er ét af de oprindelige i Californien, grundlagt 18. februar 1850, og fik navn efter San Joaquin River.

## Geografi
Ifølge United States Census Bureau er San Joaquins totale areal på 3.694,0 km², hvoraf de 69,9 km² er vand. 

### Grænsende amter
- Stanislaus County- syd, sydøst
- Alameda County - vest
- Contra Costa County - vest
- Sacramento County - nord
- Amador County - nordøst
- Calaveras County - øst
- Santa Clara County - sydvest

### Byer i San Joaquin
| - Stockton - Lathrop - Lodi - Manteca - Ripon - Tracy - Escalon |